# Jules Colomb
Pour les articles homonymes, voir Colomb.
Jules Colomb, né le 24 décembre 1816 à Saint-Prex et mort le 26 mai 1893 dans la même commune, est une personnalité politique suisse, membre de la Gauche Libérale (futur parti radical-démocratique). Il est député du canton de Vaud au Conseil national de 1879 à 1893.

## Biographie
Jules Colomb naît le 24 décembre 1816 à Saint-Prex, dans le canton de Vaud. Protestant, originaire de Saint-Prex, il est le fils de François-Gabriel Colomb, agriculteur, juge au tribunal du district de Morges, syndic et député au Grand Conseil vaudois, et de Jeanne Perrin. Il épouse Jeanne-Louise Cornamusaz.
Jules Colomb est agriculteur, assesseur de la justice de paix de 1847 à 1852, juge-suppléant du tribunal civil de district de 1875 à 1877, puis officier d'état civil de 1876 à 1883. Il est en outre, dans l'armée suisse, aide-major en 1847 lors de la guerre du Sonderbund, puis lieutenant-colonel.

### Carrière politique
Syndic de Saint-Prex de 1869 à 1893, il est en outre député des Radicaux/Gauche Libérale (aile gauche du parti libéral) au Grand Conseil vaudois de 1849 à 1852 et de 1878 à 1888 et membre de la Constituante vaudoise de 1884. Conseiller national de 1879 à sa mort en 1893, il préside dès 1886 la commission de taxation des bâtiments,.

## Liens
- Ressource relative à la vie publique :   - Parlement suisse
- Notices dans des dictionnaires ou encyclopédies généralistes :   - Base de données des élites suisses
  - Dictionnaire historique de la Suisse
- Notices d'autorité :   - VIAF
  - GND